# 2010-es Tour de Suisse
A 2010-es Tour de Suisse a 74. svájci kerékpáros körverseny 1933 óta. 2010. június 12-én kezdődött a svájci Lugano-ban és június 20-án ért véget Liestal-ben. A verseny része a 2010-es UCI-világranglistának és 2010-es UCI ProTour-nak. 9 szakaszból állt. Az egyéni összetettet a luxemburgi Fränk Schleck nyerte. Második helyen az amerikai Lance Armstrong végzett, míg harmadik a dán Jakob Fuglsang lett.

## Részt vevő csapatok
Mivel a Tour de Suisse egy UCI ProTour verseny, az összes ProTour csapat automatikusan részt vett a versenyen. Szabadkártyát kapott még a BMC Racing Team, a Cervélo TestTeam és a Vacansoleil.
ProTour csapatok:
 AG2R La Mondiale ·   Astana ·   Caisse d’Epargne ·   Euskaltel–Euskadi ·   Footon–Servetto ·   Française des Jeux ·   Garmin–Transitions ·   Lampre–Farnese Vini ·   Liquigas–Doimo ·   Omega Pharma–Lotto ·   Quick Step ·   Rabobank ·   Team HTC–Columbia ·   Katyusa ·   Team Milram ·   Team RadioShack ·   Team Saxo Bank ·   Team Sky · 
Profi kontinentális csapatok:
 BMC Racing Team ·   Cervélo TestTeam ·   Vacansoleil

## Szakaszok
2010-ben a verseny 9 szakaszból állt.
| Szakasz | Dátum      | Útvonal                   | Hossz    | Győztes             |
| ------- | ---------- | ------------------------- | -------- | ------------------- |
| 1.      | június 12. | Lugano (egyéni időfutam)  | 7,6 km   | Fabian Cancellara   |
| 2.      | június 13. | Ascona - Sierre           | 167,5 km | Heinrich Haussler   |
| 3.      | június 14. | Sierre - Schwarzenburg    | 196,6 km | Fränk Schleck       |
| 4.      | június 15. | Schwarzenburg - Wettingen | 192,2 km | Alessandro Petacchi |
| 5.      | június 16. | Wettingen - Frutigen      | 172,5 km | Marcus Burghardt    |
| 6.      | június 17. | Meiringen - La Punt       | 213,3 km | Robert Gesink       |
| 7.      | június 18. | Savognin - Wetzikon       | 204,1 km | Marcus Burghardt    |
| 8.      | június 19. | Wetzikon - Liestal        | 172,4 km | Rui Costa           |
| 9.      | június 20. | Liestal (egyéni időfutam) | 26,9 km  | Tony Martin         |

## Összetett táblázat
|    | Versenyző               | Csapat            | Idő                  |
| -- | ----------------------- | ----------------- | -------------------- |
| 1  | Fränk Schleck (LUX)     | Team Saxo Bank    | 35:02:00             |
| 2  | Lance Armstrong (USA)   | Team RadioShack   | 35:02:12 (+00:00:12) |
| 3  | Jakob Fuglsang (DEN)    | Team Saxo Bank    | 35:02:17 (+00:00:17) |
| 4  | Steve Morabito (SUI)    | BMC Racing Team   | 35:02:23 (+00:00:23) |
| 5  | Robert Gesink (NED)     | Rabobank          | 35:02:27 (+00:00:27) |
| 6  | Tony Martin (GER)       | Team HTC–Columbia | 35:02:27 (+00:00:27) |
| 7  | Rigoberto Urán (COL)    | Caisse d’Epargne  | 35:02:33 (+00:00:33) |
| 8  | Andreas Klöden (GER)    | Team RadioShack   | 35:02:48 (+00:00:48) |
| 9  | Joaquim Rodríguez (ESP) | Katyusa           | 35:03:09 (+00:01:09) |
| 10 | Levi Leipheimer (USA)   | Team RadioShack   | 35:03:14 (+00:01:14) |

## Összegzés
| Szakasz (nyertese)               | Összetett verseny | Hegyi pontverseny   | Pontverseny       | Sprintverseny    | Csapatverseny  |
| -------------------------------- | ----------------- | ------------------- | ----------------- | ---------------- | -------------- |
| 1. szakasz (Fabian Cancellara)   | Fabian Cancellara | nem osztanak        | Fabian Cancellara | nem osztanak     | Liquigas-Doimo |
| 2. szakasz (Heinrich Haussler)   | Fabian Cancellara | Mathias Frank       | Heinrich Haussler | Matthias Russ    | Liquigas-Doimo |
| 3. szakasz (Fränk Schleck)       | Tony Martin       | Alexandre Pliuschin | Heinrich Haussler | Matthias Russ    | Team Saxo Bank |
| 4. szakasz (Alessandro Petacchi) | Tony Martin       | Aitor Hernández     | Marco Marcato     | Steve Morabito   | Team Saxo Bank |
| 5. szakasz (Marcus Burghardt)    | Tony Martin       | Aitor Hernández     | Marco Marcato     | Javier Aramendia | Team Saxo Bank |
| 6. szakasz (Robert Gesink)       | Robert Gesink     | Wouter Poels        | Marco Marcato     | Javier Aramendia | Team Saxo Bank |
| 7. szakasz (Marcus Burghardt)    | Robert Gesink     | Mathias Frank       | Marcus Burghardt  | Mathias Frank    | Team Saxo Bank |
| 8. szakasz (Rui Costa)           | Robert Gesink     | Mathias Frank       | Marcus Burghardt  | Mathias Frank    | Team Saxo Bank |
| 9. szakasz (Tony Martin)         | Fränk Schleck     | Mathias Frank       | Marcus Burghardt  | Mathias Frank    | Team Saxo Bank |
| Végeredmény                      | Fränk Schleck     | Mathias Frank       | Marcus Burghardt  | Mathias Frank    | Team Saxo Bank |

## Fordítás
Ez a szócikk részben vagy egészben  a(z)   2010 Tour de Suisse című angol Wikipédia-szócikk ezen változatának fordításán alapul.  Az eredeti cikk szerkesztőit annak laptörténete sorolja fel. Ez a jelzés csupán a megfogalmazás eredetét és a szerzői jogokat jelzi, nem szolgál a cikkben szereplő információk forrásmegjelöléseként.